# Incredicoaster
Incredicoaster in Disney’s California Adventure Park (Anaheim, Kalifornien, Vereinigte Staaten) ist eine Stahlachterbahn vom Modell Multi Inversion Coaster des Herstellers Intamin, die am 8. Februar 2001 als California Screamin’ eröffnet wurde. Unter diesem Namen fuhr sie bis 2017, bis schließlich zur 2018er Saison das Thema der Bahn zu Die Unglaublichen 2 verändert und die Bahn infolge dessen umbenannt wurde.
Obwohl Incredicoaster eine reine Stahlachterbahn ist, wurde sie so designt, dass sie wie eine Holzachterbahn aussieht. An der Struktur des Lifthills und dessen Abfahrt ist schemenhaft Mickys Kopf montiert (2009 durch eine Sonne ersetzt), vor dem sich die einzige Inversion der Achterbahn – der Looping – befindet.

## Fahrt
Nachdem der Zug eine der beiden parallelen Stationen verlassen hat, erreicht er die Beschleunigungsstrecke, die sich über dem See befindet. Hier wird der Zug mittels Linearmotor (LIM) binnen 4 Sekunden von 0 auf 88,5 km/h beschleunigt. Es folgt ein großer Hügel, sowie einige Kurven, bevor er einen ebenfalls LIM-betriebenen Lifthill erreicht. Nach dessen Abfahrt folgt eine langgezogene Rechtskurve, sowie eine lange Gerade, deren Ausfahrt in den Looping führt. Nach weiteren Kurven und kleinen Hügeln, erreicht der Zug die Schlussbremse.

## Züge
Die Züge von Incredicoaster besitzen jeweils sechs Wagen. In jedem Wagen können vier Personen (zwei Reihen à zwei Personen) Platz nehmen. Die Fahrgäste müssen mindestens 1,22 m groß sein, um mitfahren zu dürfen. Als Rückhaltesystem kommen Schulterbügel zum Einsatz. Die Züge verlassen jeweils alle 72 Sekunden eine der beiden parallelen Stationen, wodurch alle 36 Sekunden ein Zug fahren kann. In den Zügen ist ferner ein Onboard-Soundsystem verbaut.